# Sally (racconto)
Sally è un racconto fantascientifico scritto da Isaac Asimov. Pubblicato per la prima volta nel maggio/giugno del 1953 sulla rivista Fantastic, fa parte dell'antologia Antologia personale ed è attualmente presente anche in altre raccolte di racconti di Asimov.

## Trama
In un futuro dove le vetture guidabili su strada sono per legge soltanto quelle che contengono un cervello positronico, gli incidenti stradali sono diventati oramai un ricordo (o per meglio dire un orrore) del passato. Queste automobili non sono dei robot nel senso stretto del termine, in quanto non comunicano verbalmente, ma grazie al movimento delle loro portiere o al suono dei loro clacson.
Diverse auto d'epoca sono state ritirate in una "fattoria" gestita da Jake, l'ex-autista di un vecchio miliardario americano ormai morto, dove possono essere adeguatamente seguite e accudite. Ad ognuna delle Macchine è stato dato un nome, e quella preferita di Jake si chiama per l'appunto Sally, una decappottabile del '45 (del 2045).
Un brutto giorno però Raymond Gellhorn, un uomo d'affari senza scrupoli, dopo aver chiesto inutilmente a Jake di guadagnare qualche soldo insieme vendendo le automobili d'annata, cerca di rubare alcune delle vetture al fine di "riciclarne" i cervelli positronici (in pratica il pezzo che vale il 95% del prezzo di un'auto moderna per quell'epoca). Mentre Gellhorn costringe Jake a rimuovere i cervelli dalle macchine sotto la minaccia di una pistola ad aghi, le auto comprendono il pericolo imminente a cui vanno incontro e reagiscono facendo scappare i tre aiutanti che l'imprenditore s'era portato dietro.
Così si scatena una furente lotta per la supremazia fra i due uomini, che li porterà sull'automatobus (il mezzo con cui si doveva portare via la preziosa merce) e mentre Gellhorn ha il sopravvento, Jake scopre che a quel veicolo era stato impiantato alla meno peggio un cervello positronico, proveniente da un altro autoveicolo. La lotta prosegue e l'automatobus prende misteriosamente il controllo di se stesso e una volta fatto scendere Jake, porta con sé via nell'oscurità Gellhorn, per compiere la sua personale vendetta. A quel punto Jake torna a casa a bordo di Sally, rendendosi conto che quello era un vero atto d'amore verso di lui, dato che non era abituata a far salire qualcuno dentro di lei da almeno 5 anni. 
La storia si conclude con Jake che scopre sui giornali che l'automatobus aveva compiuto l'estrema vendetta, uccidendo Raymond Gellhorn, facendo passare l'atto per un incidente notturno. A quel punto Jake si rende conto della pericolosità di queste autovetture e comincia a chiedersi allora se mai un giorno esse si renderanno conto di essere superiori agli esseri umani.

## Automobili
Fra le 51 automobili di Jake, solo tre sono state individuate con certezza quanto alla loro casa produttrice:
- Sally è descritta come una decappottabile, il che significa che è una Corvette, l'unica vettura sportiva decappottabile costruita negli Stati Uniti, quando è stata scritta la storia.
- Le berline, Giuseppe e Stefano, di sicuro stampo italiano, provengono da Torino, quindi potrebbero essere delle FIAT.